# Brandegea
Brandegea es un género con siete especies de plantas con flores perteneciente a la familia Cucurbitaceae. Este género debe su nombre al botánico californiano T.S.Brandegee (1843-1925), que junto con su mujer contribuyó con muchos especímenes al Herbarium de la Universidad de California.

## Especies seleccionadas
| - Brandegea bigelovii Cogn. - Brandegea bigelowii (S.Watson) Cogn. - Brandegea minima Rose - Brandegea minimus Rose - Brandegea monosperma Cogn. - Brandegea palmeri Rose - Brandegea parviflora S.Watson ex Rose |